# Kommandierender Admiral Frankreich
Die Dienststelle Kommandierender Admiral Frankreich war eine Kommandobehörde der Kriegsmarine im Zweiten Weltkrieg.

## Geschichte
Die Dienststelle wurde Ende Mai 1940 unter der Bezeichnung Kommandierender Admiral West in Berlin aufgestellt. Im Zuge des Überfalls auf die Niederlande, Belgien und Luxemburg wurde der Stab im Juni 1940 nach Brüssel verlegt und am 16. Juni 1940 in Kommandierender Admiral Frankreich umbenannt. Er nahm Ende Juni 1940 seinen Sitz in Paris.
Operativ unterstand der Kommandierende Admiral dem Marinegruppenkommando West, in allen anderen Belangen dem Oberkommando der Marine. Zu seinem Befehlsbereich gehörte der deutsch besetzte Teil Frankreichs und Belgiens mit Ausnahme der Stadt Antwerpen.
Der Befehlshaber der Sicherung West war truppendienstlich der Dienststelle unterstellt.
Ab September 1942 war der ernannte Oberbefehlshaber des Marinegruppenkommandos West in Personalunion auch Kommandierender Admiral Frankreich. Im November 1942 ging die Dienststelle im Marinegruppenkommando West auf, wobei der Stab fortan den Quartiermeisterstab des Marinegruppenkommandos bildete.

## Unterstellte Dienststellen
Dem Kommandierenden Admiral unterstanden folgende Dienststellen:
- Marinebefehlshaber Kanalküste
- Marinebefehlshaber Nordfrankreich (bestand von Mai 1940 bis Februar 1941)
- Marinebefehlshaber Bretagne (bestand von Juni 1940 bis Dezember 1940, anschließend in den Marinebefehlshaber Westfrankreich überführt)
- Marinebefehlshaber Westfrankreich
- Oberwerftstab Frankreich (Teil des Stabes des Kommandierenden Admirals Frankreich) mit nachgeordneten Kriegsmarinewerften und -arsenalen
- Marineoberbaustab/Marinefestungspionierstab (Teil des Stabes des Kommandierenden Admirals Frankreich)
- Truppendienstlich unterstellte Einzeldienststellen der Kriegsmarine in Frankreich

## Oberwerftstab Frankreich
Der Oberwerftstab Frankreich wurde im Juni 1940 als Sonderstab Marine-Paris in Paris aufgestellt und später in Oberwerftstab Frankreich, auch Oberwerftstab Paris genannt, umbenannt. Der Chef des Oberwerftstabs unterstand fachlich dem Oberkommando der Marine/Hauptamt Kriegsschiffbau (K), und truppendienstlich dem Kommandierenden Admiral Frankreich. Ab November 1942 unterstand er direkt dem Marinegruppenkommando West. Ihm unterstanden folgende Kriegsmarinewerften und -arsenale:
- Kriegsmarinewerft Brest (1940–44)
- Kriegsmarinewerft Lorient (1940–44)
- Kriegsmarinewerft St. Nazaire (1940–44)
- Kriegsmarinewerft La Pallice (1941–44)
- Kriegsmarinewerft Bordeaux (1942–44)
- Kriegsmarinearsenal Toulon (1942–44)

Folgende Offiziere waren als Werftbeauftragter Frankreich bzw. Chefs des Oberwerftstabs Frankreich eingesetzt:
- Konteradmiral Siegfried Massmann, Juni – August 1940
- Kapitän zur See Wilhelm Rhein, August – Oktober 1940
- Vizeadmiral Walther Kinzel, Oktober 1940 – März 1944
- Konteradmiral (Ing.) Max Schenitzki, März – Oktober 1944

Chef der Zentralabteilung:
- Kapitänleutnant/Korvettenkapitän Wolfgang von Tirpitz: August 1940 – August 1944

## Kommandierende Admirale
Folgende Offiziere hatten die Funktion des Marinebefehlshabers bzw. Kommandierenden Admirals inne:
- Admiral Karlgeorg Schuster, Mai 1940 – März 1941
- Admiral Otto Schultze, März – August 1942
- Admiral Wilhelm Marschall, August – November 1942, ab September 1942 zeitgleich Oberbefehlshaber des Marinegruppenkommandos West (bis April 1943)

## Chefs des Stabes
- Kapitän zur See/Konteradmiral Joachim Lietzmann: von Juni 1940 bis April 1942
- Kapitän zur See/Konteradmiral Otto Fricke: von April 1942 bis zur Auflösung